# Рипсалис
Рипсалис, или Прутовик (лат. Rhipsalis) — род эпифитных кустарничков семейства Кактусовые (Cactaceae), распространённых во влажных тропических лесах Северной и Южной Америки, а также в Африке и Южной Азии. Включает не менее 50 видов. Некоторые виды культивируются (обычно как комнатные или оранжерейные ампельные растения).

## Распространение
Большинство видов растёт во влажных тропических лесах Северной и Южной Америки. Чаще всего рипсалисы растут на стволах деревьев, могут также встречаться на влажных скалах, реже — на земле. Рипсалис — единственный род кактусов, естественный ареал которого простирается за пределы Америки: так, Rhipsalis baccifera (рипсалис пустоплодный) [syn. Rhipsalis cassytha (cassutha), Cassyta (Cassytha) baccifera, Cereus bacciferus, Hariota cassutha (cassytha)] распространён в лесах Центральной Африки, на Мадагаскаре, а также на Шри-Ланке. Вероятно, из Америки этот вид распространился с помощью птиц и морских течений.

## Биологическое описание
Представители рода — обильно ветвящиеся эпифитные кустарнички с воздушными корнями. У всех видов имеется мягкое щетинистое опушение, колючек нет. Стебли поникающие, могут быть различной формы — округлые, ребристые или плоские листовидные.

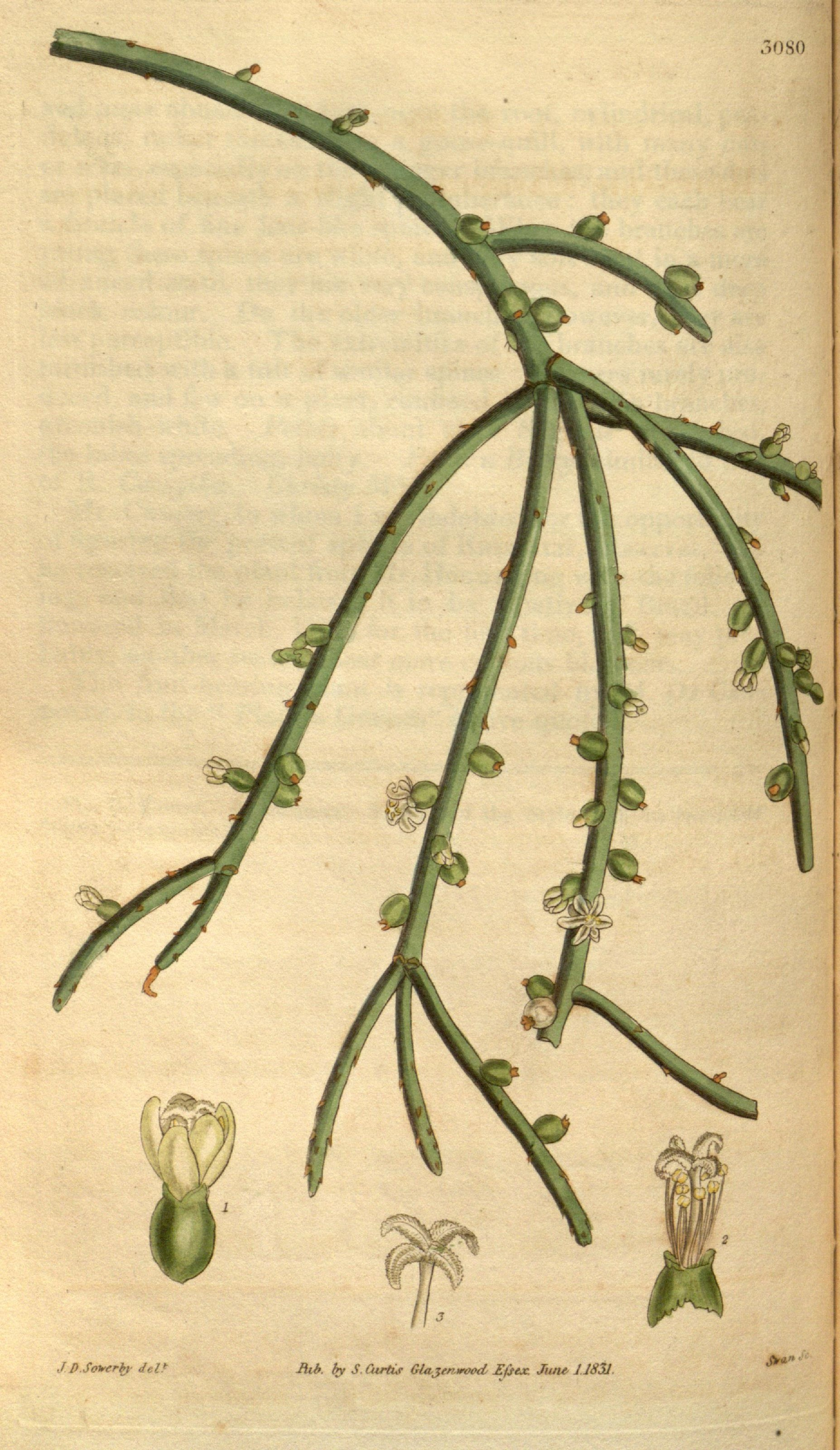
Rhipsalis baccifera. Ботаническая иллюстрация из журнала Curtis's botanical magazine (1831)

Ареолы расположены на поверхности стебля — в отличие от представителей родственного рода Леписмиум (Lepismium). Цветки актиноморфные, мелкие; могут быть расположены, в зависимости от вида, либо по всей длине стебля, либо ближе к верхушке побега. Венчики цветков — белые или бледно-розовые. Время цветения у большинства видов — конец зимы, начало весны. Плоды сочные, ягодообразные, различной окраски — белые, розовые, чёрные.

## Культивирование
Некоторые виды культивируются как оранжерейные или комнатные растения. Наиболее часто культивируемые виды — Rhipsalis cereuscula, Rhipsalis crispata, Rhipsalis mesembryanthemoides, Rhipsalis pachyptera, Rhipsalis teres [syn. Rhipsalis capilliformis]. Выращивают растения обычно как ампельные.
Агротехника
Растения рекомендуется выращивать в листовой или парниковой земле с добавлением в неё торфяной крошки, рубленого сфагнума, древесного угля и достаточно сильно разложившихся древесных остатков. Желательно использовать широкую невысокую посуду. В условиях умеренного климата в летнее время растения следует опрыскивать утром и вечером, оберегать их от прямых солнечных лучей. Для нормального развития растениям в большей степени важна не влажность почвы, а высокая влажность воздуха, в то же время не следует допускать полного пересыхания почвы.
Размножение — черенками или семенами.

## Виды
По информации базы данных The Plant List (2013), род включает 52 вида:
- Rhipsalis aculeata F.A.C.Weber
- Rhipsalis agudoensis N.P.Taylor
- Rhipsalis baccifera (J.S.Muell.) Stearn[~ 3] [syn.  Rhipsalis cassytha Gaertn. typus[7]]
- Rhipsalis boliviana (Britton) Lauterb.
- Rhipsalis brevispina (Barthlott) Kimnach
- Rhipsalis burchellii Britton & Rose
- Rhipsalis campos-portoana Loefgr.
- Rhipsalis cereoides (Backeb. & Voll) Backeb.
- Rhipsalis cereuscula Haw. — Рипсалис цереусовидный[2][4], или Рипсалис свечевиковый[1]
- Rhipsalis clavata F.A.C.Weber
- Rhipsalis crenata (Britton) Vaupel
- Rhipsalis crispata (Haw.) Pfeiff. — Рипсалис курчавый[2]
- Rhipsalis cuneata Britton & Rose
- Rhipsalis dichotoma (DC.) Don
- Rhipsalis dissimilis (G.Lindb.) K.Schum. — Рипсалис непохожий[1]
- Rhipsalis elliptica G.Lindb. ex K.Schum.
- Rhipsalis floccosa Salm-Dyck ex Pfeiff.
- Rhipsalis goebeliana Backeb.
- Rhipsalis grandiflora Haw.
- Rhipsalis hoelleri Barthlott & N.P.Taylor
- Rhipsalis hookeriana (DC.) Don
- Rhipsalis horrida Baker
- Rhipsalis hylaea F.Ritter
- Rhipsalis incachacana Cárdenas
- Rhipsalis juengeri Barthlott & N.P.Taylor
- Rhipsalis kirbergii Barthlott
- Rhipsalis lindbergiana K.Schum.
- Rhipsalis lorentziana Griseb.
- Rhipsalis mesembryanthemoides Haw. — Рипсалис мезембриантемовый[2]
- Rhipsalis micrantha (Kunth) DC.
- Rhipsalis monacantha Griseb.
- Rhipsalis neves-armondii K.Schum.
- Rhipsalis oblonga Loefgr.
- Rhipsalis occidentalis Barthlott & Rauh
- Rhipsalis olivifera N.P.Taylor & Zappi
- Rhipsalis ormindoi N.P.Taylor & Zappi
- Rhipsalis pacheco-leonis Loefgr.
- Rhipsalis pachyptera Pfeiff. — Рипсалис толстокрылый[2]
- Rhipsalis paradoxa (Salm-Dyck ex Pfeiff.) Salm-Dyck — Рипсалис странный[4]
- Rhipsalis paranganiensis (Cárdenas) Kimnach
- Rhipsalis pentaptera Pfeiff. ex A.Dietr.
- Rhipsalis pilocarpa Loefgr.
- Rhipsalis platycarpa (Zucc.) Pfeiff.
- Rhipsalis pulchra Loefgr.
- Rhipsalis puniceodiscus G.Lindb.
- Rhipsalis rhombea (Salm-Dyck) Pfeiff.
- Rhipsalis russellii Britton & Rose
- Rhipsalis simmleri Beauverd
- Rhipsalis sulcata F.A.C.Weber
- Rhipsalis teres (Vell.) Steud. — Рипсалис вальковатый[2]
- Rhipsalis tonduzii F.A.C.Weber
- Rhipsalis trigona Pfeiff.

Ещё около 80 видовых названий этого рода имеет в The Plant List (2013) статус unresolved name, то есть относительно этих названий нельзя однозначно сказать, следует ли их использовать как названия самостоятельных видов — либо их следует свести в синонимику других таксонов.

## Комментарии
1. ↑  Название Cassytha L. (1753) является действительным названием рода растений из семейства Лавровые.
2. ↑  Название Hariota DC. (1834) входит в синонимику рода Hatiora Britton & Rose (1915) из семейства Кактусовые.
3. ↑  Название этого вида иногда записывают как Rhipsalis baccifera (Sol.) Stearn, исходя из того, что Джон Миллер[англ.] (известный также как Иоганн Себастьян Мюллер), опубликовавший работу Illustratio Systematis Sexualis Linnaei, в которой было приведено название Cassytha baccifera, ставшее базионимом для названия Rhipsalis baccifera, указывал, что автором и названия таксона, и его описания является шведский ботаник Даниэль Соландер[6].